# Касъм-Жомарт Токаев
Касъм-Жомарт Кемелулъ Токаев (на казахски: Қасым-Жомарт Кемелұлы Тоқаев; на руски: Касы́м-Жома́рт Кеме́левич Тока́ев) е настоящият президент на Казахстан, считано от 20 март 2019 г. до редовните избори през 2020 г., висш казахстански политик, както и съветски, казахстански и международен дипломат.
Преди това е висш служител на Организацията на обединените нации (заместник генерален секретар на ООН и генерален директор на Службата на ООН в Женева), 2 пъти председател на Сената на Казахстан (горната палата на парламента), министър-председател и 2 пъти министър на външните работи на Казахстан.

## Биография
Роден е в семейство на интелектуалци в столицата Алмати, Казахска ССР, СССР на 17 май 1953 г. Баща му Кемел Токаев (1923 – 1986) е известен казахски писател, член на Президиума на Върховния съвет на Казахската ССР. Майка му Турар Шабарбаева (1931 – 2000) работи в Алма-Атинския педагогически институт за чужди езици.
Младият Токаев завършва МГИМО (1975). Постъпва в Министерството на външните работи на СССР и работи в съветското посолство в Сингапур до 1979 г. Заминава (1983) за 10-месечен стаж в Пекинския лингвистически институт. Работи в посолството на СССР в КНР (като втори секретар, първи секретар, съветник) от 1985 до 1991 г. Постъпва в курсове за повишаване на квалификацията на ръководни дипломатически кадри в Дипломатическата академия на СССР през 1991 г.
Назначен е за заместник-министър (1992), после за първи заместник-министър (1993) и за министър на външните работи на Казахстан (1992). Става заместник министър-председател (март 1999) и министър-председател на Казахстан през октомври 1999 г. Подава оставка от премиерския пост през януари 2002 г. и впоследствие е назначен отново за министър на външните работи и едновременно държавен секретар (при президента). Междувременно защитава дисертация в Дипломатическата академия на Русия и получава научна степен доктор на политическите науки (2001).
Избран е за председател на Сената на парламента през януари 2007 г. В това си качество е избран за заместник-председател на Парламентарната асамблея на Организацията за сигурност и сътрудничество в Европа през 2008 г.
През 2011 г. генералният секретар на ООН Пан Ки-мун обявява решението си да назначи Токаев за помощник генерален секретар (Under Secretary-General) на ООН и генерален директор на Службата на ООН в Женева, както и за личен представител на генералния секретар на ООН на Конференцията по разоръжаване и по длъжност генерален секретар на Конференцията по разоръжаване.
Избиран е също за председател на съветите на министрите на външните работи на Общността на независимите държави и на Шанхайската организация за сътрудничество.
Токаев отново е избран за председател на Сената на Казахстан през октомври 2013 г.
Изявява се като общественик – в продължение на 13 години е президент на Федерацията по тенис на маса на Казахстан. Автор е на 9 книги и многобройни статии по международните отношения. Свободно владее казахски, руски, английски, китайски, ползва френски език. Женен е, има син.